# Денят на Страшния съд (2001)
Денят на Страшния съд (на английски: Judgment Day) е второто pay-per-view събитие от поредицата Денят на Страшния съд, продуцирано от Световната федерация по кеч (WWF). Събитието се провежда на 20 май 2001 г. в Сакраменто, Калифорния.

## Обща информация
На карда на събитието са представени седем мача. Основното събитие е Ледения Стив Остин, защитаващ Титлата на WWF срещу Гробаря в мач без забрани. Други мачове са Трите Хикса, защитаващ Интерконтиненталната титла на WWF срещу Кейн във верижен мач, и двубой от три туша между Кърт Енгъл и Крис Беноа за олимпийския златен медал на Енгъл от 1996 г.

## Резултати
| №                                         | Резултати                                                        | Правила                                                                                      | Време |
| ----------------------------------------- | ---------------------------------------------------------------- | -------------------------------------------------------------------------------------------- | ----- |
| 1                                         | Уилям Ригъл побеждава Рикиши                                     | Индивидуален мач                                                                             | 3:58  |
| 2                                         | Кърт Енгъл поб. Крис Беноа 2-1                                   | Мач два от три туша за олимпийския златен медал на Енгъл                                     | 23:58 |
| 3                                         | Райно (ш) поб. Грамадата и Тест                                  | Мач Тройна заплаха хардкор за Хардкор титлата на WWF                                         | 9:13  |
| 4                                         | Чайна (ш) поб. Лита                                              | Индивидуален мач за Титлата при жените на WWF                                                | 6:31  |
| 5                                         | Кейн поб. Трите Хикса (ш) (със Стефани Макмеън–Хелмсли)          | Мач с верига за Интерконтиненталната титла на WWF                                            | 12:27 |
| 6                                         | Крис Беноа и Крис Джерико последни елиминират Острието и Крисчън | Отборен елиминационен мач за определяне на #1 претенденти за Световните отборни титли на WWF | 32:09 |
| 7                                         | Ледения Стив Остин (ш) поб. Гробаря                              | Мач без дисквалификации за Титлата на WWF                                                    | 23:08 |
| - (ш) – указва шампиона/шампионите в мача |                                                                  |                                                                                              |       |